# یقه (رباط‌کریم)
یقه روستایی از توابع بخش مرکزی شهرستان رباط‌کریم در استان تهران ایران است.
مردم محلی به این روستا «یقه ینگیجه» می‌گویند که در زبان ترکی معنای «سرزمین تازه» را می‌دهد.

## جمعیت
این روستا در دهستان منجیل‌آباد قرار دارد و براساس سرشماری مرکز آمار ایران در سال ۱۳۸۵، جمعیت آن ۴۰۹ نفر (۹۸خانوار) بوده‌است.